# American Forces Antarctic Network
American Forces Antarctic Network (AFAN) forma parte de American Forces Network (AFN) y es la marca utilizada por las Fuerzas Armadas de los Estados Unidos para el servicio de radio y televisión en sus bases de la Antártida.

## Radio
AFAN McMurdo o McMurdo Sound es una radio que transmite desde la base en 93.9 MHz con 30 W y 104.5 MHz con 50 W. La estación de radio es civil y es utilizada por el Programa Antártico de los Estados Unidos (USAP). McMurdo cuenta con una de las mayores, y posiblemente una de las últimas, colecciones de discos de vinilo de cualquier medio de comunicación supervisado por Defense Media Activity (DMA) del gobierno estadounidense. Dependiendo de quién está haciendo el conteo, la colección abarca desde 12.000 a 20.000 registros. Parte de la colección de discos llegó de la estación de radio militar en Saigón, Vietnam, e incluye diversos géneros como rock, pop, rap, etc.
La estación de radio fue creada para ayudar a la moral de los hombres en las estaciones antárticas estadounidenses. Transmite solamente en FM para la estación McMurdo, la cercana Base Scott neozelandesa y la base del Polo Sur. AFAN también transmitió en el AM y en onda corta, cambiando de frecuencia en kHz en varias temporadas.

### Historia
La estación de radio original estaba en el aire hacia 1963 bajo el distintivo KMSA. Originalmente comenzó transmitiendo en el AM 600 y operando con una potencia de 50 W. Hacia 1971, el distintivo de llamada era WASA, por W Antarctic Support Activities, y en 1975, se renombró como AFAN. Originalmente, la emisora se encontraba en un edificio compartido por tiendas al por menos, la barbería y un bar. Solo se pasaban cintas de música que eran cambiadas durante pocas veces al año.
En 1974 la radio comenzó a formar parte del diexismo, siendo escuchada desde Nueva Zelanda hasta Estados Unidos, pese a la señal débil y las interferencias. Esto ocurrió hasta 1991 cuando el transmisor de onda corta dejó de funcionar. En 1995 los equipos fueron trasladados a Estados Unidos. La radio comenzó a transmitir únicamente de forma local en FM de baja potencia debido también a los problemas sufridos por la actividad de las manchas solares y la pérdida completa de la señal a veces por días y días.
Finalmente, la emisora se trasladó a su ubicación actual en el Edificio 155, con la colección de discos de vinilo ubicada en una habitación cercana. Dicha edificación es también el hogar de la cocina y comedor de McMurdo, una tienda al por menor, oficinas y dormitorios residenciales.
Hoy en día, hay tres estaciones de radio (y varios canales de televisión). La emisora de radio original es ahora Ice 104.5 FM, que cuenta con 50 vatios de potencia, lo suficiente como para enviar una señal de unos 10 kilómetros. Entre el verano austral de 2011-2012 se instalaron nuevos equipos digitales y analógicos. Dos personas de DMA normalmente llegan cada año a McMurdo para el mantenimiento rutinario de los sistemas de audio y visuales, así como para proyectos especiales como la actualización de la estación de radio. La nueva configuración de la estación de radio cuenta con unas 38 mil canciones digitales. Allí trabajan 30 voluntarios de la estación.
La otra FM, 93.9, transmite programación de Armed Forces Radio and Television Service llegada vía satélite. La tercera señal corresponde al dial 88.7, es de baja potencia, y solo abarca McMurdo. Aunque es clasificado como una estación de radio pirata por algunos, opera en una especie de "tierra de nadie" para el reglamento de radiocomunicaciones estadounidenses.

## Televisión
La Base McMurdo cuenta con la única estación de televisión de la Antártida, AFAN-TV, que inició sus transmisiones el 9 de noviembre de 1973. Su programación, formada por programas antiguos, está proporcionada por los militares estadounidenses. El equipo de la estación era susceptible a problemas electrónicos por los generadores diésel que proporcionan electricidad en la base. La estación de televisión fue perfilada en un artículo de la revista TV Guide de mayo de 1975.
En 1990 AFAN conformó un sistema de televisión por cable para la base. McMurdo recibe tres canales de la red del ejército de las fuerzas estadounidenses, la red de Australia y noticieros de Nueva Zelanda, totalizando seis señales. Las emisiones de televisión se reciben por satélite en una isla a 40 kilómetros, y se transmiten hacia la base por microondas.